# تدريس الرياضيات وتطبيقاتها
تدريس الرياضيات وتطبيقاته، مجلة أكاديمية فصلية تخضع لمراجعة الأقران في مجال تعليم الرياضيات. تأسست المجلة في عام 1982 وتنشرها مطبعة جامعة أكسفورد نيابة عن معهد الرياضيات وتطبيقاتها. رؤساء التحرير هم دنكان لوسون (جامعة نيومان، برمنغهام)، وكريس سانغوين (جامعة إدنبرة)، وآن واتسون (جامعة أكسفورد).
المجلة مجردة وفهرسة في مؤشر التعليم البريطاني، ومستخلصات البحوث التربوية، وملخصات الإدارة التربوية، ومستخلصات التكنولوجيا التربوية، وقاعدة بيانات تعليم الرياضيات، وقواعد بيانات بروكويست.

## روابط خارجية
- موقع التقديم
- معهد الرياضيات وتطبيقاتها